# Henri Breuil

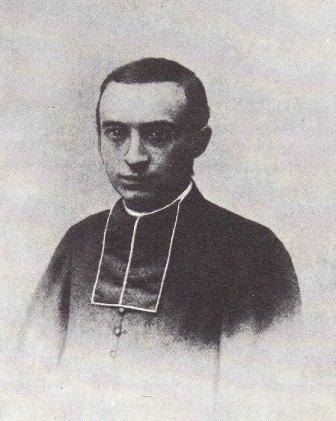
Henri Breuil.

Henri Édouard Prosper Breuil, född den 28 februari 1877 i Mortain, Manche, Normandie, död den 14 augusti 1961 i L'Isle-Adam, Val-d'Oise, Frankrike, ofta kallad Abbé Breuil, var en fransk katolsk präst, arkeolog, antropolog, etnolog och geolog.
Han är känd för sina studier av grottkonst i Somme- och Dordognedalarna, liksom i Spanien, Portugal, Italien, Irland, Kina med Teilhard de Chardin, Etiopien, Somalia och speciellt Sydafrika.

## Biografi
Breuil fick sin utbildning vid seminariet i St. Sulpice och Sorbonne. Han prästvigdes år 1900 och fick tillstånd att utöva sina forskningsintressen, men var en man med djup religiös tro. År 1904 hade han förstått att ett par 13 000 år gamla sniderier av renar på British Museum i själva verket var en enda skulptur.
År 1905 antog Breuil en tjänst som lektor vid universitetet i Friburg, och blev professor i förhistorisk etnologi i Paris 1910, samt vid Collège de France från 1925. Han var en kompetent föreläsare, som noggrant beskrev de grottmålningar han stött på. År 1924 tilldelades han Daniel Graud Elliot-medaljen av National Academy of Sciences. Han publicerade flera böcker och monografier för att presentera grottorna i Lascaux och Altamira för allmänheten och 1938 blev han medlem av Institute de France.

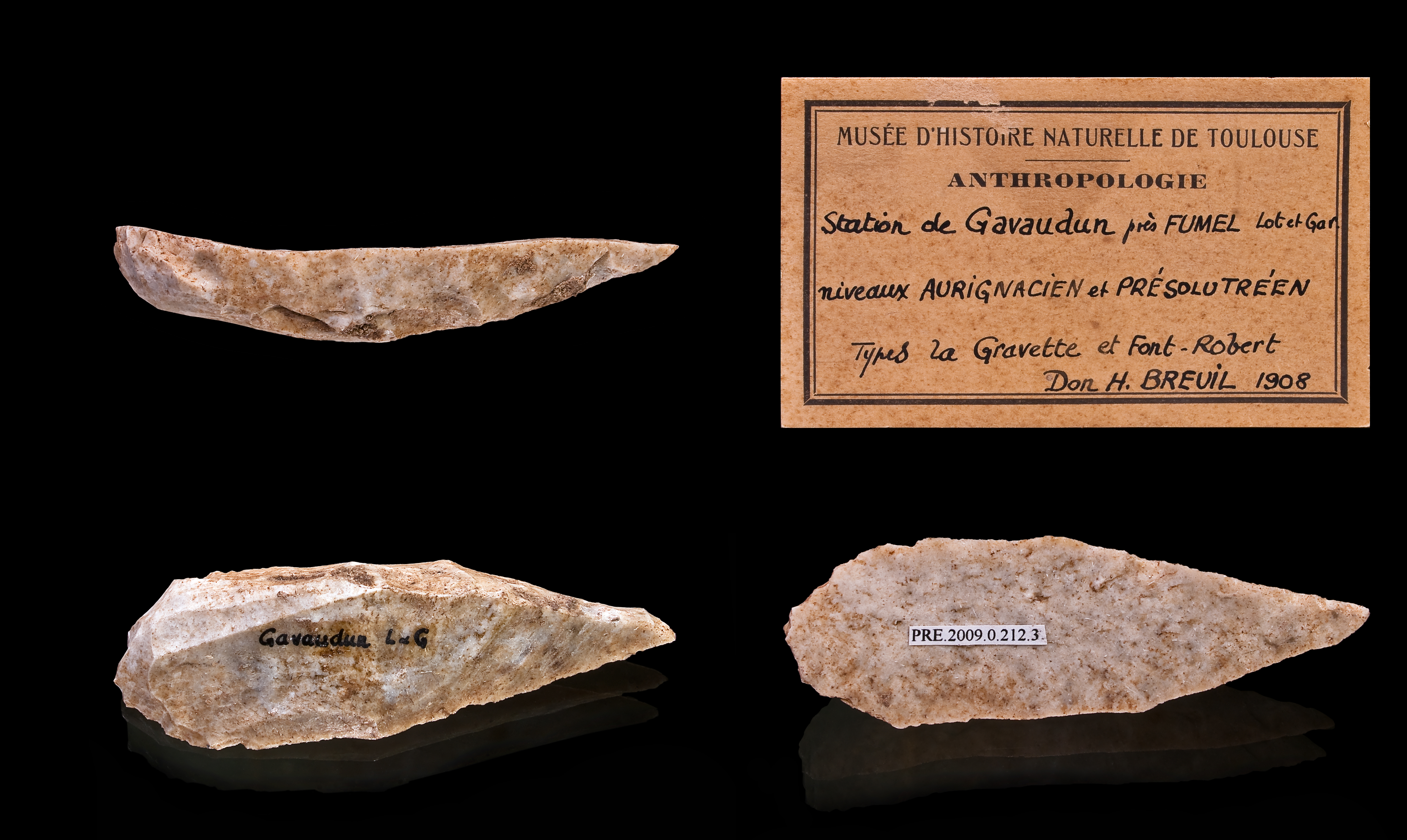
Skrapor – Aurignacienkulturen – Museum of Toulouse

Breuil besökte 1931 utgrävningarna av Peking Man vid Zhoukoudian och bekräftade förekomsten av stenredskap på platsen.
År 1929, när han redan var en erkänd auktoritet på den nordafrikanska och europeiska stenålderns konst, deltog han i en kongress om för historia i Sydafrika. På inbjudan av Jan Smuts återvände han dit 1942 och intog en lärostol vid Witwatersrand University under åren 1944 till 1951. Under denna tid studerade han hällristningar i Lesotho och Natal Drakensberg. Han genomförde också tre expeditioner till Sydvästafrika, Nordrhodesia och Sydrhodesia mellan 1947 och 1950.
Breuil återvände till Farnkrike 1952 och gav ut en serie publikationer understödda av den sydafrikanska regeringen. År 1953 offentliggjorde han sin upptäckt av en 6 000 år gammal målning, senare kallad The White Lady, under ett klipputsprång vid berget Brandberg.
Hans bidrag till europeisk och afrikansk arkeologi var betydande och erkänd genom tilldelning av hedersdoktorat vid inte mindre än sex universitet. Han tilldelades Prestwichmedaljen 1948.